# Ginès Gonzales
Ginès Gonzales (Saint-Étienne, 11 settembre 1938) è un ex calciatore francese, di ruolo difensore.

## Carriera

### Club
Formatosi nelle giovanili del Saint-Étienne, dal 1958 al 1961 ha giocato nella prima squadra dei Verts, ottenendo nella stagione d'esordio, la Division 1 1957-1958, il settimo posto finale. Come miglior piazzamento in campionato nel primo periodo di militanza con i Verts, fu il quinto posto nella Division 1 1960-1961. Nel 1958 Gonzales con il suo club vinse la Coppa Charles Drago, mentre perse la finale di Coppa di Francia 1959-1960 contro il Monaco.
Nel 1961 viene ingaggiato dal Strasburgo, ottenendo nella stagione d'esordio, la Division 1 1961-1962, il quindicesimo posto finale. Gonzales gioca con gli alsaziani sino al 1965, ottenendo come miglior piazzamento in campionato il quinto posto nella Division 1 1964-1965, mentre vinse con i suoi la Coupe de la Ligue 1963-1964. Con il Strasburgo partecipa a tre edizioni della Coppa delle Fiere.
La sua militanza nel club alsaziano fu segnata da un grave infortunio al ginocchio.
Nel corso della stagione 1965-1966 torna al Saint-Étienne, con cui ottiene in campionato il quinto posto finale. La stagione seguente Gonzales con i Verts vince il campionato, davanti al Nantes.

### Nazionale
Venne convocato nella Nazionale olimpica di calcio della Francia, per disputare le XVII Olimpiadi. Con i blues ottenne il secondo posto del girone D della fase a gruppi, venendo eliminato dalla competizione. Gonzales giocò nell'incontro vinto contro il Perù.

## Statistiche

### Cronologia presenze e reti nella nazionale Olimpica
| Cronologia completa delle presenze e delle reti in nazionale ― Francia Olimpica | Cronologia completa delle presenze e delle reti in nazionale ― Francia Olimpica | Cronologia completa delle presenze e delle reti in nazionale ― Francia Olimpica | Cronologia completa delle presenze e delle reti in nazionale ― Francia Olimpica | Cronologia completa delle presenze e delle reti in nazionale ― Francia Olimpica | Cronologia completa delle presenze e delle reti in nazionale ― Francia Olimpica | Cronologia completa delle presenze e delle reti in nazionale ― Francia Olimpica | Cronologia completa delle presenze e delle reti in nazionale ― Francia Olimpica |
| Data                                                                            | Città                                                                           | In casa                                                                         | Risultato                                                                       | Ospiti                                                                          | Competizione                                                                    | Reti                                                                            | Note                                                                            |
| ------------------------------------------------------------------------------- | ------------------------------------------------------------------------------- | ------------------------------------------------------------------------------- | ------------------------------------------------------------------------------- | ------------------------------------------------------------------------------- | ------------------------------------------------------------------------------- | ------------------------------------------------------------------------------- | ------------------------------------------------------------------------------- |
| 26/08/1960                                                                      | Firenze                                                                         | Francia olimpica                                                                | 2 – 1                                                                           | Perù olimpica                                                                   | Olimpiadi 1960                                                                  | -                                                                               |                                                                                 |
| Totale                                                                          |                                                                                 | Presenze                                                                        | 1                                                                               |                                                                                 | Reti                                                                            | 0                                                                               |                                                                                 |

## Palmarès
- Coppa Charles Drago: 1

Saint-Étienne: 1958
- Coppa di Lega francese: 1

Strasburgo: 1963-1964
- Campionato francese: 1

Saint-Étienne: 1966-1967